# Psychologie naïve
La psychologie naïve, ou psychologie populaire, nommée également en français psychologie du sens commun (en anglais : folk psychology) désigne l'ensemble des concepts mentaux que nous utilisons pour interpréter les actions de nos semblables. Par exemple, nous interprétons couramment un comportement comme le résultat des croyances, des désirs, des sentiments et de la volonté d'une personne mais nous n'utilisons pas ces concepts pour comprendre les mouvements d'un objet (comme une balle qui dévale une pente). L'expression anglaise folk psychology est parfois rencontrée en français. D'autres traductions possibles sont « psychologie du sens commun », « psychologie spontanée » ou encore « psychologie populaire », bien que cette terminologie renvoie aussi à une forme vulgarisée de psychologie particulièrement présente dans les médias.
La psychologie naïve dispose d’un riche vocabulaire d’expressions mentales ou psychologiques – les croyances, les désirs, les intentions, les expériences sensorielles, les émotions, etc. – qui nous permettent de décrire nos semblables et de donner un sens à leurs actions. L'usage de ces expressions obéit à un ensemble de règles ou de préceptes, explicites ou implicites, qui constitue une sorte de théorie dont la validité dépend essentiellement de sa capacité à prédire le comportement d'autrui. Quoique rudimentaire, dans une certaine mesure, lorsqu’on la compare à la psychologie scientifique, la psychologie naïve a un pouvoir prédictif important.
Le statut des concepts de la psychologie naïve fait l'objet de nombreux débats en philosophie de l'esprit, notamment concernant l'existence et la nature (physique ou proprement mentale) des états ou processus mentaux qu'ils sont censés désigner. 
Certains concepts de la psychologie scientifique (mémoire, attention, etc.) sont directement dérivés des notions pré-scientifiques de la psychologie naïve. Pour la psychologie sociale, les attributions de la psychologie naïve nous permettent d'interagir avec succès avec nos semblables.

## Origine de la notion
L'idée que le vocabulaire habituel que nous utilisons pour désigner des états mentaux relève d'une théorie psychologique vient d'un essai fort influent du philosophe américain Wilfrid Sellars (1956) : Empirisme et philosophie de l'esprit (Empiricism and the Philosophy of Mind). 
Sellars y imagine une communauté humaine originelle ne disposant pas des idiomes de la psychologie du sens commun et où le comportement est prédit sur une base purement comportementale (comme le ferait une communauté de béhavioristes). En s'appuyant sur ce que l'on sait des théories béhavioristes, Sellars soutient qu'on peut à bon droit penser que les membres de cette communauté ne réussiront pas, selon nos critères contemporains, à se comprendre mutuellement pas plus qu'ils ne réussiront à prédire le comportement de leur prochain. Il imagine ensuite un théoricien de génie découvrant qu'il peut augmenter la valeur de ses prédictions en postulant que ses congénères se comportent comme s'il existait en eux les causes qui produisent les comportements jusque-là imprévisibles en termes béhavioristes. Ce théoricien serait alors à même d'aborder la complexité des conditions qu'il faut réunir pour comprendre le comportement de nos semblables. Quelles sont donc ces conditions ? C'est ici que Sellars en appelle au syllogisme pratique. La structure la plus simple d'un tel syllogisme est la suivante :
1. L'agent vise ["veut", "désire"] P   (Ex. : Wilfrid veut boire de l'eau.)
2. L'agent croit ["sait", "pense"] qu'il atteindra P s'il fait A   (Ex. : Wilfrid sait qu'il pourra boire de l'eau en se servant un verre d'eau.)
Conséquence :
3. L'agent fait A   (Ex. : Wilfrid se sert un verre d'eau.)
Grâce à une théorie de base postulant notamment l'existence de désirs et de croyances, notre théoricien béhavioriste de génie ainsi que nous-mêmes sommes capables de prévoir le comportement d'un agent d'une façon plus fine et apparemment plus rationnelle que si nous nous étions fiés à notre seule connaissance des régularités observées au niveau du comportement.
À la suite de Sellars, Patricia et Paul Churchland, ainsi que Stephen Stich, ont forgé, au début des années 1980, la notion de « folk psychology » pour désigner le réseau de concepts qui, semble-t-il, sous-tend notre capacité à « lire l'esprit » d'autrui, capacité qui nous permet d'attribuer telle ou telle croyance ainsi que certaines émotions ou sentiments à une personne qui exprime de la colère, par exemple. Stich, en particulier, considère que les concepts du sens commun constituent une théorie en bonne et due forme mais que cette théorie, dans la mesure où elle ne satisfait pas aux standards scientifiques actuels, est une théorie déficiente qui doit être éliminée ou remplacée par une théorie plus adéquate. Cette thèse est aujourd'hui au cœur d'une forme radicale de matérialisme : l'éliminativisme.

## Valeur pratique de cette psychologie
La question se pose donc de savoir si la psychologie du sens commun peut s'intégrer dans un  discours scientifique viable ou si elle doit connaitre le sort que leur réservent les éliminativistes, à savoir son remplacement par une théorie supérieure se référant à de "vrais" états ou processus physiques. Notre capacité à interpréter et à prédire les gestes d'autrui nous semble si naturelle que l'idée ne nous effleure pas qu'il puisse exister une théorie psychologique assez complexe qui la sous-tend. Or, cette théorie pourrait bien se révéler en grande partie fausse ou fictive.
Un tel remplacement parait toutefois inenvisageable dans les conditions normales de notre vie. En effet, nous "lisons" l'esprit d'autrui essentiellement grâce à cette forme intuitive de psychologie, ce qui nous permet de prévoir rapidement et avec un certain succès le comportement de nos semblables. Au quotidien, il est bien clair que nous ne pouvons nous passer de la psychologie naïve et son remplacement éventuel ne peut s'inscrire que dans un programme de recherche à caractère théorique.
Pour montrer la nécessité pratique de cette forme ordinaire de psychologie, Alison Gopnik propose d'imaginer que nous soyons privés de toute capacité d'interprétation même naïve du comportement humain, et que nous soyons ainsi atteints de « cécité mentale », comme le sont les bébés ou les autistes profonds. Voici à quoi pourrait ressembler, selon elle, un dîner de famille du point de vue d'un nourrisson naturellement privé de cette capacité : 
« Vous êtes assis à une table. Dans votre champ visuel inférieur, il y a les contours flous d'un nez et devant vous des mains s'agitent et mettent des substances dans votre bouche. Vous mâchez puis avalez, et le processus recommence. Tout autour de la table, des sacs de peau enrobés de tissus, prenant support sur des chaises, se déplacent et bougent de manière imprévisible. Deux points noirs près de l'extrémité supérieure des sacs de peau se déplacent de gauche à droite, puis de droite à gauche, sans arrêt, de manière imprévisible. À l'occasion les points noirs se fixent sur vous. Périodiquement une ouverture apparaît sous les points noirs, des appendices s'agitent puis mettent des substances dans l'ouverture qui se referme aussitôt. À l'occasion, des sons s'échappent de cette ouverture ; certains sont dirigés vers vous, d'autres prennent d'autres directions. Les points noirs d'un sac de peau vous fixent, le sac de peau émet des sons en votre direction, ces sons se font de plus en plus forts. Le sac de peau se déplace rapidement vers vous... » 
Contrairement à un nourrisson, nous n'envisageons pas le comportement de nos semblables comme chaotique et privé de sens, mais comme gouverné par des "raisons" ou des "motifs". Or, ce sont les croyances, les désirs, les sentiments et les autres états psychologiques apparentés auxquels nous nous référons habituellement, qui constituent ces raisons ou ces motifs. Il y a donc un lien entre le vocabulaire particulier de la psychologie naïve et son mode d'explication et de prédiction du comportement. Contrairement à une explication de type physique, qui établit des relations de causalité entre les différents états observés, l'explication psychologique du sens commun établit ce qu'il est convenu d'appeler des normes de rationalité (les raisons de l'action). Elle est dite, en ce sens, normative - elle définit des normes plutôt que des lois - et interprétative, puisqu'elle vise à révéler le sens d'une action plutôt qu'à en découvrir les causes.
La psychologie naïve ne doit donc pas être comprise comme une forme primitive et élémentaire de théorie scientifique mais plutôt comme une méthode non scientifique de prédiction du comportement, liée à une capacité naturelle des êtres humains qui a émergé au cours l'évolution.